# Abelardo Sousa
Abelardo Sousa (Florianópolis, 1920 — Florianópolis, 1986) foi um pianista, compositor, maestro, jornalista, escritor, e professor brasileiro.

## Biografia
Abelardo era filho de Álvaro Sousa e Luisa do Nascimento Souza, neto paterno de José Brazilício de Souza  (autor do Hino de Santa Catarina, que teve letra de Horácio Nunes Pires) e Maria Carolina Corcoroca de Sousa, e materno de P. Corrêa de Mello e Maria dos Passos Vargas. Seu bisavôs paternos foram o Capitão Reformado José Manuel de Sousa Sobrinho e Rita Inácia de Almeida Sousa.  Em 19 de fevereiro de 1944, Abelardo casou-se com Maria Luisa Cardoso, na cidade de Blumenau.
Foram as correspondências de seu avô que lhe despertaram o interesse pelo Volapük. As cartas era escritas naquela língua e endereçadas ao professor Ludwig Zamponi da Universidade de Graz, na Áustria.  Em 1974, ele terminou seu livro "O Sábio e o Idioma", sobre a vida de seu avô, mas o livro só foi publicado em 2003, pela filha. 
Abelardo Sousa era interessado apenas na primeira versão clássica de Volapük, a qual ele aprendeu pelas obras de seu avô. O Volapük é um antecessor do Esperanto como língua universal.
Além disto, Abelardo Sousa deixou diversas composições musicais (como hinos, canções para coros orfeônicos, temas para concertos e melodias populares). 

## Obras
- Santo Antônio dos Anjos da Laguna (1976)
- O Mestre-escola Viaja no Tempo (1978)
- Um líder na rota do cronista
- Painéis (1982)
- O Sábio e o Idioma

## Representação na cultura
- É patrono da cadeira 23 na Academia Catarinense de Letras e Arte. [1]
- No bairro Barra da Lagoa, Florianópolis (SC), há a Rua Professor Abelardo Sousa.
- "Memória Musical Catarinense", disco da Camerata Florianópolis com obras de José Brazilício de Souza, Álvaro Sousa e Abelardo Sousa. [5]